# Jaime Serra Húnter
Jaime Serra Húnter (Manresa, 8 de enero de 1878-Cuernavaca, 7 de diciembre de 1943) fue un filósofo y político español.

## Biografía
Nació en Manresa el 8 de enero de 1878, si bien tiempo después se trasladaría con su familia a Barcelona.
Estudió Filosofía y Letras en la Universidad de Barcelona. En 1910 fue nombrado catedrático de Psicología, Lógica, Ética y Derecho en un instituto de enseñanza secundaria de Almería y poco después catedrático de Lógica en Santiago de Compostela. Desde 1913 también ocupó la cátedra de Historia de la filosofía en la facultad de letras de la Universidad de Barcelona, donde realizó una gran labor en el campo de la enseñanza y la organización académica a través del Segundo Congreso Universitario Catalán de 1918. 
Durante la Segunda República Española fue nombrado decano de la facultad de letras y rector de la Universidad de Barcelona (1931-33), miembro numerario del Instituto de Estudios Catalanes y de la Academia de Buenas Letras de Barcelona. Políticamente, fue miembro de Esquerra Republicana de Catalunya, fue elegido diputado al Parlamento de Cataluña en 1932, del cual fue nombrado vicepresidente, y más tarde presidente del Consejo de Cultura de la Generalidad de Cataluña, en donde trabó amistad con Santiago Pi Suñer y Josep Irla. Al acabar la guerra civil se exilió en Francia y más tarde en México, donde fue miembro del Consejo Nacional de Cataluña. 
Se le considera discípulo y continuador de Francisco Javier Llorens y Barba, y un enlace entre dos generaciones filosóficas barcelonesas. Junto con Tomás Carreras Artau y Francesc Mirabent i Vilaplana forma el núcleo fundamental de la llamada Escuela de filosofía de Barcelona. Su pensamiento personal se mantuvo fiel a una concepción idealista y espiritualista, heredera de la escuela catalana del sentido común, abierta, pero, a las enseñanzas de la historia e interesada en armonizar los datos de la ciencia con las creencias religiosas. Como filósofo fue un acérrimo defensor de la función y del papel que la filosofía debía tener en el terreno de la educación.

## Obras
- Ensayo de una teoría psicológica del juicio (1912)
- Alguns aspectes de la vida universitària del Dr. Llorens i Barba (1920)
- Idealitat, metafísica i espiritualisme (1923)
- Balmes i la filosofia a Catalunya (1925)
- Les tendències filosòfiques a Catalunya durant el segle XIX  (1925)
- L'obra filosòfica de R. Turró  (1925)
- Filosofía y cultura (1930-1932)
- Spinoza (1933)
- Figures i perspectives de la història del pensament (1935)
- Meditaciones sobre el problema de España (1943),
- La filosofía de J. L. Vives  (1943)
- El pensament i la vida. Estímuls per a filosofar (1945)